# Петрицци
Петрицци (итал. Petrizzi) — коммуна в Италии, располагается в регионе Калабрия, подчиняется административному центру Катандзаро.
Население составляет 1298 человек, плотность населения составляет 62 чел./км². Занимает площадь 21 км². Почтовый индекс — 88060. Телефонный код — 0967.
Покровителем населённого пункта считается Антоний Падуанский.
Близлежащие населённые пункты: Аргусто, Чентраке, Киаравалле-Централе, Гальято, Монтепаоне, Оливади, Сан-Вито-Сулло-Йонис, Сатриано, Соверато.